# Parçay-Meslay
 Parçay-Meslay  es una población y comuna francesa, situada en la región de  Centro, departamento de Indre y Loira, en el distrito de Tours y cantón de Vouvray.

## Demografía
| 654 | 781 | 1112 | 1538 | 1757 | 2198 |
| Para los censos de 1962 a 1999 la población legal corresponde a la población sin duplicidades (Fuente: INSEE [Consultar]) |     |      |      |      |      |